# استفان آدمولو
استفان آدمولو (انگلیسی: Stephen Ademolu؛ زادهٔ ۲۰ نوامبر ۱۹۸۲) بازیکن سابق و مربی فوتبال اهل کانادا است. آدمولو علاوه بر اداره آکادمی فوتبال آدمولو، به عنوان دستیار مربی مردان و زنان دانشگاه ویندزور در کنار باشگاه‌های محلی ویندزور نیز کار کرده است.
وی در تیم‌های ملی فوتبال زیر ۲۳ سال کانادا و کانادا بازی کرده است.